# Sean Safo-Antwi
Sean Nana A. K. Safo-Antwi (Londra, 31 ottobre 1990) è un velocista britannico naturalizzato ghanese.

## Biografia
È nato nel borgo londinese di Islington in Inghilterra, nel Regno Unito.
Ha gareggiato per la nazionale britannica sino al 2016. In seguito, ha iniziato a correre per il Ghana, che ha rappresentato ai Giochi olimpici estivi di Rio de Janeiro 2016 dove è stato eliminato in batteria nei 100 m piani.

## Palmarès
| Anno                                  | Manifestazione          | Sede           | Evento      | Risultato  | Prestazione | Note             |
| ------------------------------------- | ----------------------- | -------------- | ----------- | ---------- | ----------- | ---------------- |
| In rappresentanza della Gran Bretagna |                         |                |             |            |             |                  |
| 2015                                  | Europei indoor          | Praga          | 60 m piani  | Semifinale | 6"63        |                  |
| 2015                                  | World Relays            | Nassau         | 4×100 m     | 9º         | 38"67       |                  |
| In rappresentanza del Ghana           |                         |                |             |            |             |                  |
| 2016                                  | Giochi olimpici         | Rio de Janeiro | 100 m piani | Batteria   | 10"43       |                  |
| 2018                                  | Mondiali indoor         | Birmingham     | 60 m piani  | 7º         | 6"60        |                  |
| 2018                                  | Giochi del Commonwealth | Gold Coast     | 100 m piani | Batteria   | 10"95       |                  |
| 2019                                  | Giochi panafricani      | Rabat          | 100 m piani | 5º         | 10"18       |                  |
| 2019                                  | Giochi panafricani      | Rabat          | 4×100 m     | Oro        | 38"30       |                  |
| 2019                                  | Mondiali                | Doha           | 4×100 m     | Batteria   | 38"24       |                  |
| 2021                                  | World Relays            | Chorzów        | 4×100 m     | Finale     | dq          |                  |
| 2021                                  | Giochi olimpici         | Tokyo          | 4×100 m     | Finale     | dq          |                  |
| 2022                                  | Mondiali indoor         | Belgrado       | 60 m piani  | Batteria   | 6"71        |                  |
| 2022                                  | Campionati africani     | Saint-Pierre   | 100 m piani | Semifinale | 10"31       |                  |
| 2022                                  | Mondiali                | Eugene         | 4×100 m     | 5º         | 38"07       | Record nazionale |
| 2022                                  | Giochi del Commonwealth | Birmingham     | 100 m piani | Semifinale | 10"36       |                  |
| 2022                                  | Giochi del Commonwealth | Birmingham     | 4×100 m     | Batteria   | dq          |                  |
| 2025                                  | World Relays            | Guangzhou      | 4x100 m     | Batteria   | 38"49       |                  |